# Thamnophis conanti
Thamnophis conanti är en ormart som beskrevs av Rossman och Burbrink 2005. Thamnophis conanti ingår i släktet strumpebandssnokar och familjen snokar. Inga underarter finns listade i Catalogue of Life.
Arten förekommer i östra Mexiko i delstaterna Puebla och Veracruz. Honor lägger inga ägg utan föder levande ungar.